# ピザびより
『ピザびより』は日本ケンタッキー・フライド・チキン株式会社が展開するファーストフードチェーン「ピザハット」が2008年7月から2008年9月中旬までの期間限定で、携帯サイトで公開していた四コマ漫画を中心としたサイト。自社商品を萌え擬人化し、漫画やコンテンツを展開していた。

## 登場キャラクター
マヨQたん
マヨQ（マヨキュー）の擬人化キャラクター。
マッシュルームたん
ベーコンマッシュルームの擬人化キャラクター。マッシュルーム形のした帽子を着用している。
カニエビたん
カニエビマヨキングの擬人化キャラクター。
プルコギたん
特うまプルコギの擬人化キャラクター。チマチョゴリを着用していることより、韓国出身と想像される。
シーフードたん
シーフードミックスの擬人化キャラクター。
デラックスたん
デラックスの擬人化キャラクター。